# Aneuraceae
Aneuraceae es una familia de musgos hepáticas del orden Metzgeriales. Tiene los siguientes géneros:

## Descripción
Talo postrado, simple o escasamente ramificado, 2-8 mm de ancho, márgenes ondulados o crespos; más de 6 cuerpos oleosos por célula. Ramas masculinas con anteridios en 2-6 filas.

## Taxonomía
Aneuraceae fue descrita por Hugo Erich Meyer von Klinggräf y publicado en Die Höheren Cryptogamen Preussens 11. 1858.

## Géneros
- Acrostolia
- Aneura
- Cryptothallus
- Lobatiriccardia
- Pseudoneura
- Riccardia
- Sarcomitrium
- Trichostylium